# Geschichte von Graz

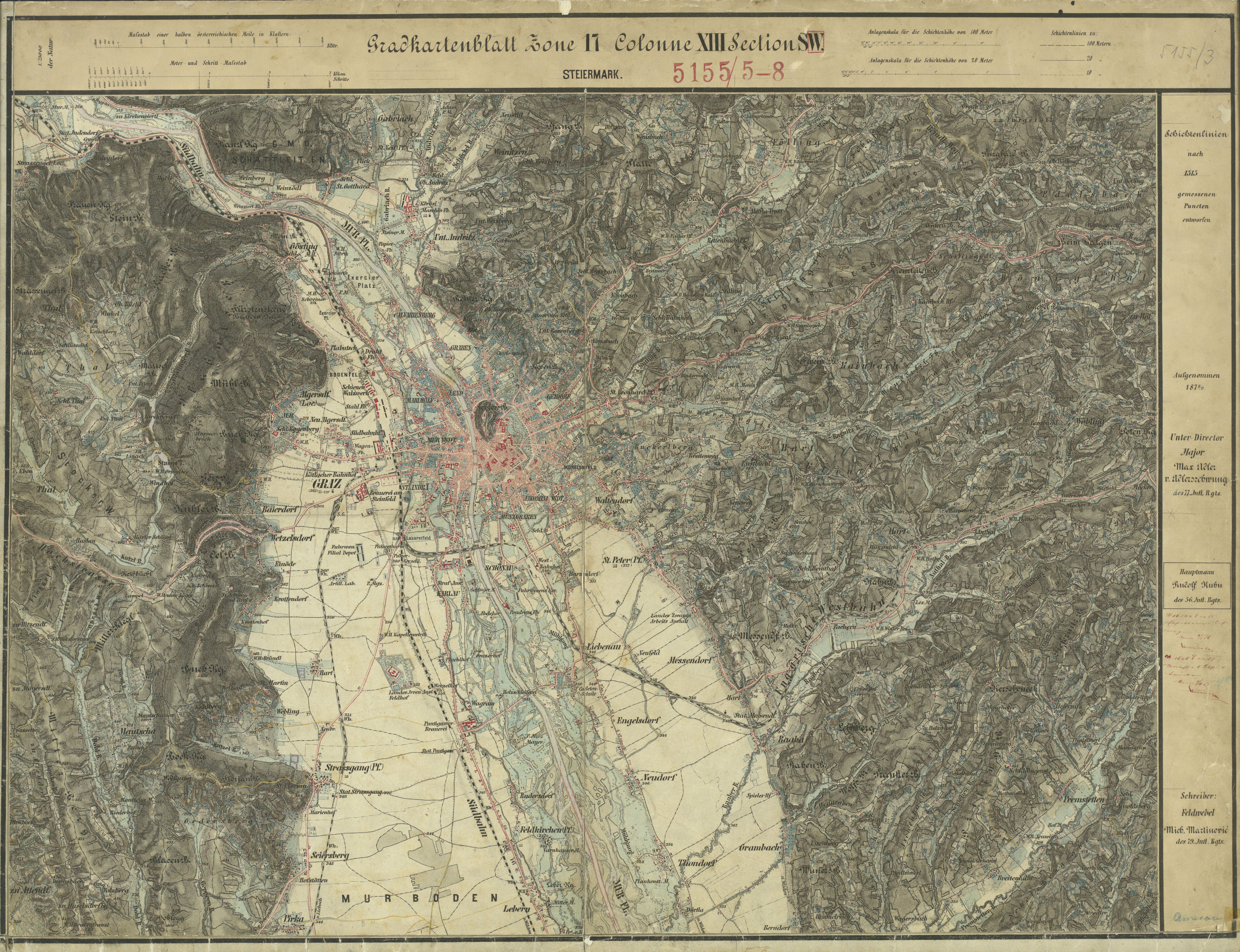
Graz um 1880

In der Geschichte von Graz, der Landeshauptstadt der Steiermark, sind erste Besiedlungen bereits für die Zeit um 3000 v. Chr. belegt.

## Steinzeit
Geschichtlich nachweislich ist eine Besiedelung des Gebietes um den Grazer Schlossberg bereits seit der Kupfersteinzeit (um 3000 v. Chr.). Funde von Steingeräten im Bereich der Sackstraße, welche um das Jahr 2000 v. Chr. datiert werden können, lassen darauf schließen, dass es eine Siedlung südlich des Schlossberges gegeben haben könnte.
Während der Urnenfelderkultur sind für die Grazer Gegend mehrere Befestigungen nachgewiesen. Die verschiedenen Volksstämme standen einander zwar zum Teil feindlich gegenüber, aber die Gesellschaft begann sich zu politisieren und zu spezialisieren.

## Römerzeit
Das Grazer Feld war in der römischen Kaiserzeit eine dicht besiedelte Agrarlandschaft, wie zahlreiche Funde beweisen. Die größte bekannte römische Anlage in der Steiermark befand sich im Bereich des heutigen Flughafens Graz-Thalerhof und wurde bei dessen Ausbau in den 1940er Jahren völlig zerstört. Als Kontinuität aus der Antike sind hier aber überregionale Verkehrswege erhalten geblieben: der im Mittelalter als „strata hungarica“ bekannte (von Osten, aus Pannonien kommend, bei St. Leonhard in das Grazer Feld führend und weiter nach Westen die Mur überquerend), und die Römerstraße, die heutige Alte Poststraße, die in Nord-Süd-Richtung das Grazer Feld durchquert und sich mit der strata hungarica am Steinfeld (im Bereich der heutigen Reinighaus-Gründe) kreuzt.

## Slawen, Awaren, Baiern; Stadtname
Im 6. Jahrhundert drangen Slawen mit den Awaren in das dünnbesiedelte Land ein und gründeten das Fürstentum Karantanien auf dem Gebiet des heutigen Kärntens, der Steiermark und der Krain.
Slawen errichteten an diesem Ort später auch eine Burg – grad im Altkirchenslawisch, slowenisch gradec ‚kleine Burg, befestigter Ort‘. Daraus leitet sich der Ortsname ‚Graz‘ ab, dessen frühere Schreibweisen Gratz und bis ins 19. Jahrhundert Grätz waren, ehe die Schreibung der Aussprache angepasst wurde. Im Mittelalter wurde die Stadt zur Unterscheidung von Windisch-Grätz in der Untersteiermark regelmäßig als Bayrisch-Grätz oder Bairisch-Grätz bezeichnet, im 16. Jahrhundert dann auch oft Grätz in Steyr (lateinisch Gratia Styriae oder Graecium Styriae) – noch heute heißt die Stadt im Slowenischen Gradec.
Die Slawen wurden ab dem 8. Jahrhundert von den Baiern und Franken christianisiert und allmählich assimiliert, die Awaren um das Jahr 800 von Karl dem Großen politisch und militärisch ausgeschaltet.
In der Biedermeierzeit entbrannte seit 1790 ein heftiger Streit um die richtige Schreibung des Stadtnamens: Grätz oder Graz.

## Ungarische Eroberung

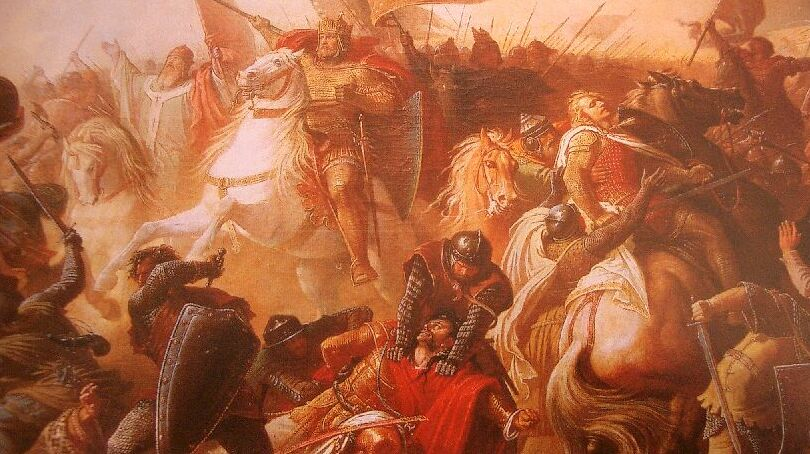
Schlacht auf dem Lechfeld in einem historisierenden Gemälde von Michael Echter

Im Laufe der Ungarneinfälle zu Beginn des 10. Jahrhunderts versuchten die Ungarn im Gebiet der heutigen Steiermark Fuß zu fassen. Fränkische und baierische Grundherren, Adelige und Geistliche wurden vertrieben oder ermordet. Viele Orte wurden in Brand gesteckt und damit vernichtet.
Nachdem Otto der Große in der Schlacht auf dem Lechfeld im Jahre 955 die Ungarn endgültig besiegt hatte, wurde die baierische Besiedlung des Gebiets fortgesetzt. Zur Abwehr weiterer Angriffe bildete der Kaiser in den Randgebieten Grenzmarken, die Markgrafen unterstellt waren. Auf Grazer Gebiet erstreckte sich die Mark an der mittleren Mur.

## Eppensteiner, Lambacher, Traungauer
Von 970 bis 1035 waren die Eppensteiner die Herren der Mark an der mittleren Mur. Ab dem Jahre 1035 übernahm das Geschlecht der Grafen Wels-Lambach die Markgrafenwürde für das steirische Gebiet (inkl. Graz), die Eppensteiner durften aber ihr Landeigentum (Karantanien) behalten. Nur 15 Jahre dauerte die Herrschaft der Wels-Lambacher, danach war dieses Geschlecht erloschen. Die Otakare aus dem Traungau, Traungauer genannt, folgten ihnen. Deren Sitz war in Steyr.
1122 war ein entscheidendes Jahr für die Steiermark. Die Eppensteiner starben aus und der Grundbesitz ging auf die Traungauer über. Zu dieser Zeit war aber das Grazer Gebiet noch nicht im Besitz der Traungauer, es gehörte von der Mur bis vor Sankt Ruprecht an der Raab dem Hochfreien Bernhard von Stübing, einem Enkel des Pfalzgrafen Aribo.
Auf dem Schlossberg wurde durch seine Dienstmannen eine romanische Herrschaftsburg errichtet. Doch auch die zivile Stadt begann sich zu entwickeln; direkt unterhalb der neuen Burg, auf dem Gebiet des heutigen Freiheitsplatzes, wurde zwischen den Jahren 1125 und 1130 der dazugehörige Meierhof gegründet. Dies hatte zur Folge, dass auch ein eigenes Gewerbe- und Marktzentrum im Bereich der heutigen Sackstraße entstand. Dieser Gassenmarkt hatte eine Länge von ca. 180 Metern. Damit war für Graz der Grundstein gelegt, eine zentrale Rolle in der zukünftigen Steiermark einzunehmen. Die größere Bedeutung schlug sich auch darin nieder, dass es immer häufiger in Urkunden Erwähnung fand.
Auch die planmäßige Besiedlung des Grazer Beckens wurde in dieser Zeit begonnen.

## Erstmalige urkundliche Erwähnung
Die erste Nennung dürfte sich auf einer undatierten Urkunde des Markgrafen Leopold befinden, mit der er seinem Ministerialen Rüdiger einige Güter bei Hartberg überließ, die nach dessen Tod an das Stift Rein fallen sollten. Diese Urkunde existiert nicht mehr im Original, es gibt nur noch eine Abschrift aus dem 15. Jahrhundert davon. Dieses Schriftstück dürfte erst im letzten Drittel des 12. Jahrhunderts verfasst worden sein, doch der Inhalt ist auf 1128/29 zu datieren. Mündliche Zusagen erst viel später niederschreiben zu lassen, war zu jener Zeit durchaus üblich. Die erste gesicherte Erwähnung von Graz stammt aus dem Jahre 1140, als Udalrich von Graz die Errichtung des Augustiner-Chorherren-Stiftes zu St. Marein an der Feistritz (heute: Abtei Seckau) durch Adalram von Waldeck in einem Dokument bezeugte.

## Graz fällt an Markgraf Ottokar III.

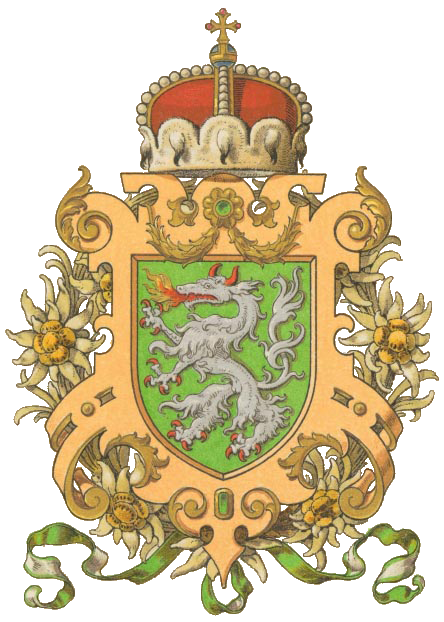
Wappen der Steiermark

Regalien, die bisher in diesem Gebiet dem König gehörten, wie die Berghoheit, Juden- und Münzregal, Maut- und Zollstätten, konnte Leopolds Sohn, Ottokar III., für das im Entstehen begriffene Land für sich gewinnen. Auch die Landgerichtsbarkeit ging auf ihn über. Mit der Annahme eines Hauswappens (Panther) und der Bezeichnung des Markgrafen als princeps (Fürst) in den Jahren um 1160 wurden auch die Äußerlichkeiten für eine abgeschlossene Landesbildung erfüllt, nachdem es ihm bis 1156 gelungen war, die Erben Bernhards von Stübing auszuschalten und das gesamte Grazer Gebiet der Aribonensippe abzunehmen. In die Zeit um 1160 fällt auch die Gründung des zweiten, großen Grazer Marktes auf dem Boden des heutigen Hauptplatzes, der damals aber bis zur Landhausgasse reichte.
Als Ottokar III. 1164 starb, schien alles dafür zu sprechen, dass dieser Aufschwung nur von kurzer Dauer sei, denn er hinterließ nur einen gerade einjährigen Sohn, Ottokar IV., für den seine Witwe Kunigunde die Regentschaft übernahm. Doch die Steiermark blieb eine Einheit.
Als letzte seiner Marken hatte sich die Karantanische Mark vom Herzogtum Kärnten abgespalten. Ottokar I. aus der baierischen Grafenfamilie der Traungauer, sowie seine Nachfolger waren ab 1056 Markgrafen der Karantanischen Mark. Kaiser Friedrich Barbarossa erhob die Karantanische Mark, die nach der Stammburg zu Steyr auch Steiermark genannt wurde im Jahr 1180 zum selbständigen Herzogtum, das den Mark-Namen behielt.

## Die Georgenberger Handfeste
Da Ottokar IV. kinderlos blieb und sich den Aussatz zugezogen hatte, nahm er Kontakt mit dem babenbergerischen Herzog Leopold V. auf. Sie trafen sich auf dem Georgenberg bei Enns und schlossen 1186 einen Erbvertrag, in welchem der Traungauer den Babenberger als seinen Erben bestimmte.

## Erste Stadtmauer und Wappen
Um 1233 gibt es die ersten Aufzeichnungen, die von einer Ummauerung des Marktes sprechen.

„Die Grazer Ringmauer umschloss den Siedlungsbereich um den Markt und die unmittelbar daran anschließenden ältesten Vororte. Sie verlief vom Schlossberg zur heutigen Ursulinenkirche, lief entlang der Nord- und Murseite des Palais Attems und überquerte die Murgasse. Die Franziskanerkirche einschließend, zog sie an der Hinterseite der östlichen Häuserreihe im Kälbernen Viertel weiter, bis sie vor der Albrechtgasse schräg von der Mur abbog. Nun führte die Mauer entlang der Westseite des alten Joanneums zur heutigen Ecke Kalchberggasse/Schmiedgasse und hier entlang der Häuserfront Hans-Sachs-Gasse bis zum Tummelplatz. Die Ostmauer zog nun mitten durch den Häuserblock östlich des Bischofplatzes und ging hinter der östlichen Häuserzeile der Färbergasse weiter. Die Sporgasse wurde unterhalb der Stiegenkirche überquert und die Mauer zog sich zur unteren Burg in die Nähe des Uhrturms weiter.“

Alle für eine Stadt notwendigen äußerlichen und rechtlichen Merkmale hatte Graz nun gesammelt: einen Markt, eine eigene Gerichtsbarkeit und eine Befestigung. Auch erste Vorstädte begannen sich zu entwickeln, also ein Gebiet um die Stadtmauern, das von der Stadt abhängig war. So erhielt Graz um 1245 auch sein Wappen, das an das steirische angelehnt war: In Grün ein aufrecht nach rechts schreitender, silberner, goldbewehrter, mit einer goldenen, dreiblättrigen Laubkrone gekrönter Panther ohne Hörner, aus dessen Leibesöffnungen rote Flammenzungen schlagen.

## Graz als Residenz der Habsburger

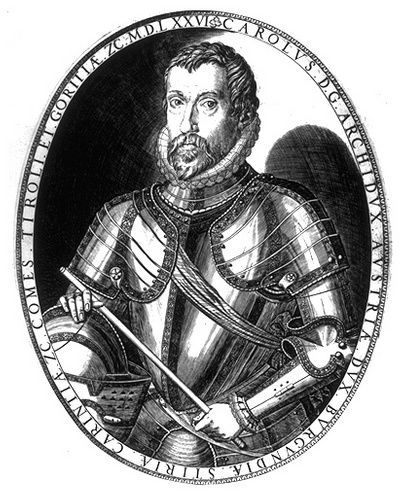
Karl II.

1379 wird Graz Residenz der Habsburger – die Habsburger wohnten in der Grazer Burg und regierten von dort aus Innerösterreich, zu dem die Steiermark, Kärnten und Teile des heutigen Italiens (Triest und Inneristrien) und Sloweniens (Krain und die Untersteiermark) gehörten.
Während der Regierungszeit (1435–1493) von Kaiser Friedrich III (V) wurden einige bauliche Maßnahmen gesetzt, die bis heute das Stadtbild von Graz prägen: Unter anderem wurden Stadtburg und gotische Pfarrkirche, der heutige Dom, erneuert und die Stadtmauer erweitert. Nach seinem Tod folgte sein Sohn Maximilian auf dem Thron. Aus dessen Regierungszeit stammt eine weitere bekannte Sehenswürdigkeit von Graz, die Doppelwendeltreppe in einem Trakt der Grazer Burg.
Im Jahre 1497 wurden alle jüdische Gemeinden auf Befehl Maximilian I. aus der Steiermark vertrieben. So mussten auch die Juden in Graz die Stadt verlassen.
→ Siehe: Geschichte der Juden in der Steiermark
Graz bleibt (neben Wien und Innsbruck) bis ins Jahr 1619 habsburgische Residenzstadt.

## Reformation und Bildung
Nach ersten evangelischen Einflüssen in den 1520er Jahren wurde die Bevölkerung unter dem Apotheker und Bürgermeister Simon Arbeiter mehrheitlich evangelisch. Bemühungen des evangelisch gewordenen Hans III. Ungnad von Weißenwolff, Freiherr von Sonnegg um Religionsfreiheit schlugen fehl – trotz seines Einflusses als Landeshauptmann der Steiermark (1530 ff.), Oberster Feldhauptmann und von 1542 bis 1544 zusätzlich Statthalter des Erzherzogtums Österreich unter der Enns bei König Ferdinand I.
Landesherr auf der Grazer Burg war Erzherzog Karl II., der von 1564 bis 1590 die habsburgischen Länder Innerösterreichs regierte. Seine eigene Residenzstadt ist eine lutherischen Hochburg geworden. Er muss gegenüber dem lutherischen Adel Zugeständnisse machen. Die Brucker Religionspazifikation von 1578, die im Brucker Libell enthalten ist, entstand während der Amtszeit des Landeshauptmanns Hans von Schärffenberg und verschaffte den Evangelischen Freiraum.
Eine neue evangelische Kirchenordnung wurde von dem aus Rostock stammenden Theologen David Chyträus geschaffen. Bedeutend vor 1600 war auch die Stiftsschule in Graz, die eine hochwertige evangelische Bildung anstrebte. Der sächsische Mathematiker Hieronymus Lauterbacht entwickelte eine Säulensonnenuhr, die als naturwissenschaftliches Lehrmittel benutzt wurde. Von 1594 bis 1600 lehrte der Süddeutsche Johannes Kepler, der Begründer der modernen Astronomie, an der Stiftsschule, danach wurde er aus Glaubensgründen ausgewiesen. Diese Hochschule war das protestantische Gegenstück zur Universität Graz.

## Universität, Gegenreformation und Toleranzpatent
Bereits 1573 wurde in Konkurrenz zur florierenden evangelischen Landschaftsschule eine dreiklassige Lateinschule in Graz als „Archiducale Gymnasium Soc. Jesu Graecensis“ gegründet. 1585 wurde die erste Universität von Erzherzog Karl II. von Innerösterreich gegründet. 1586 wurde die Lateinschule (das spätere Akademische Gymnasium am Tummelplatz) der neuen Universität zu Graz angegliedert, Gesamtname: Academia, Gymnasium et Universitas. Sie wurde aber schon im selben Jahr an die Societas Jesu übergeben mit dem Ziel, allen sozialen Schichten eine elitäre Ausbildung angedeihen zu lassen. Zu dieser Zeit prägten italienische Künstler und Baumeister das Bild der Stadt. Einer der bekanntesten Bauten ist das Landhaus, das im Renaissancestil erbaut wurde. Hier tagten die steirischen Landstände.
Im Rahmen der Gegenreformation und der damit verbundenen Rekatholisierung wurden 1598 die evangelischen Prediger vertrieben und 1599 die evangelischen Schulen geschlossen. Die Religionskommissionen wurden damit beauftragt, Evangelische namhaft zu machen und zu verurteilen. Sie wurden vor die Wahl gestellt, auszuwandern oder katholisch zu werden, ab 1628 war der bis dahin verschonte Adel betroffen.
Erst mit dem Toleranzpatent von Kaiser Joseph II. war den Evangelischen die öffentliche Religionsausübung möglich (siehe Evangelische Kirche A. u. H. B. in Österreich#Toleranzpatent von 1781 und Folgezeit). Die zugewanderten Evangelischen trugen zum wirtschaftlichen Aufschwung Graz’ bei. 1821 erfolgte die Gründung der „Evangelische Gemeinde Augsburger und Helvetischer Confession“ als Filiale der nächstgelegenen Pfarrgemeinde Wald am Schoberpaß. Die Errichtung eines Bethauses erfolgte 1824, die Einrichtung einer evangelischen Schule 1828.
Die Türken erreichten bei ihren Kriegszügen immer wieder das Gebiet von Graz. 1619 übersiedelte der gesamte Hofstaat in die Wiener Hofburg.

## Napoleon in Graz
Am 10. April 1797 rückte erstmals ein französisches Korps in Graz ein. Am 12. April 1797 folgte General Bonaparte und sein Generalstab. Er bezog Quartier im Stubenbergschen Haus (Herrengasse 13). Zwei Tage später reiste er in sein Hauptquartier in Göß bei Leoben ab. Seine Truppen verließen Graz nach achtzehntägigem Aufenthalt und empfindlichen Requisitionen. Am 14. November 1805 begann die zweite Besetzung durch die Franzosen unter General Auguste Frédéric Louis Viesse de Marmont, die erst am 11. Jänner 1806 mit dem Abzug der französischen Truppen aus Graz zu Ende ging.

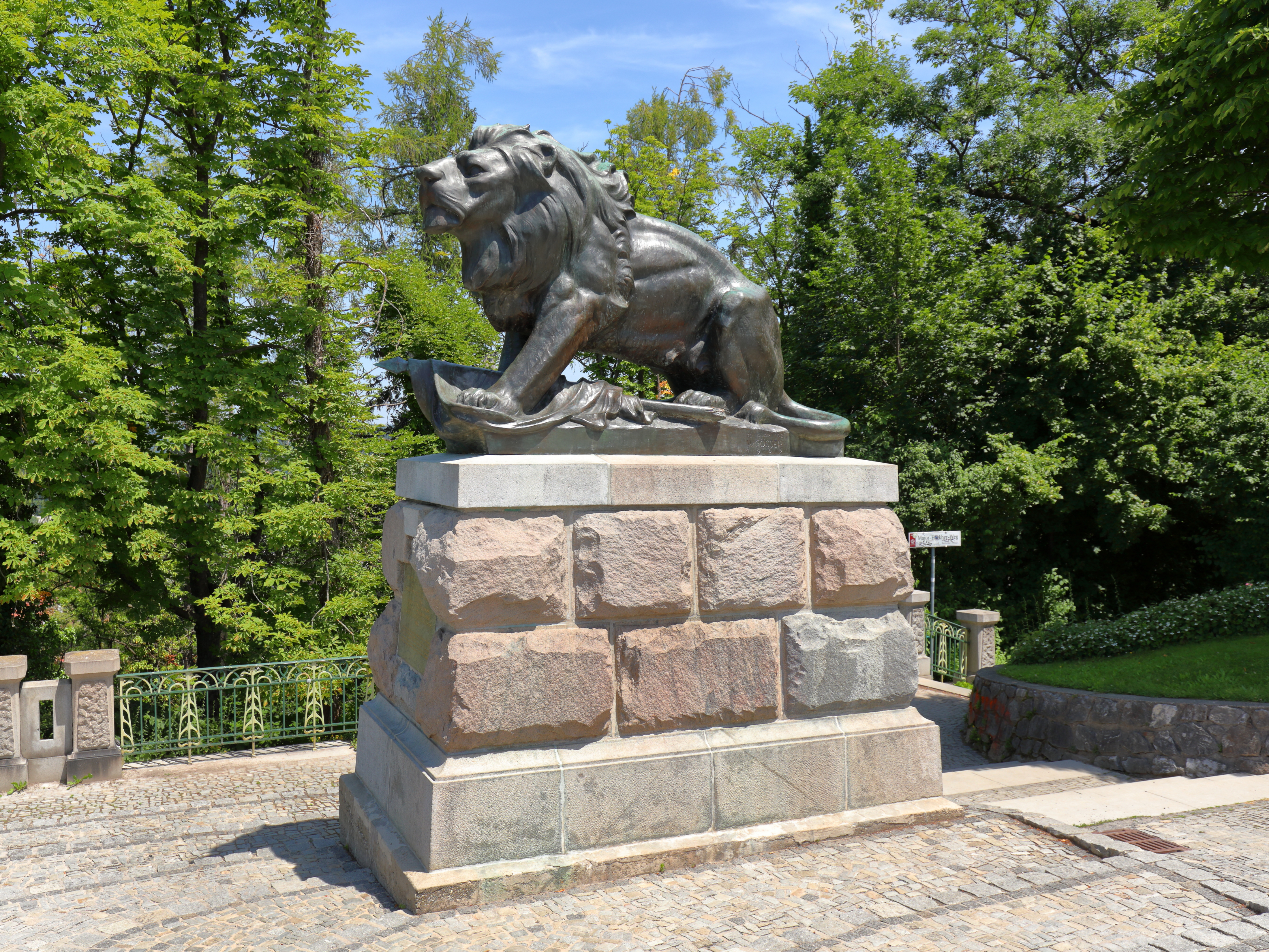
Denkmal für Major Hackher am Grazer Schlossberg

Am 30. Mai 1809 kam es zum dritten Einmarsch der französischen Truppen unter General Macdonald. Graz, als offene Stadt, wurde kampflos übergeben, die Festung auf dem Schlossberg auf Befehl Erzherzog Johanns, des Befehlshabers der Südarmee, durch Major Franz Hackher zu Hart und rund 800 Mann verteidigt. Ab 13. Juni 1809 ließ der französische General Jean-Baptiste Broussier die Festung aus drei Batterien beschießen. Am 15. Juni 1809 rückten Kroaten unter Banus Giulaj an und begannen Gefechte mit den Franzosen. Diese zogen zwar am 21. Juni 1809 aus Graz ab, besetzten die Stadt aber erneut am 27. Juni 1809 unter den Generälen Broussier und Viesse de Marmont. Am 24. Juli 1809 wurde durch den Waffenstillstand von Znaim vertraglich der Abzug der österreichischen Besatzung der Festung auf dem Grazer Schlossberg erzwungen. Im Friedensvertrag von Schönbrunn wurde im Oktober die Schleifung der Festung vereinbart; am 15. November 1809 begannen die Sprengungen. So blieb der Schlossberg bis zu seiner Schleifung uneingenommen. Die Grazer Bürger kauften für 2987 Gulden und 11 Kreuzer (nach heutigem Wert ca. 87.000 Euro) den Uhrturm (das heutige Wahrzeichen) sowie den Glockenturm von der Zerstörung durch französische Mineure frei. Am 4. Jänner 1810 zogen schließlich die französischen Truppen ab und hinterließen einen weitgehend demolierten Berg.

## Gründerzeit und Industrialisierung

Pferdestraßenbahn in Graz

Franz Karl-Brücke in Graz um 1910, mit Blick auf das Eiserne Haus (heute: Teil des Kunsthauses)

Nach dem Abzug der französischen Armee begann in Graz das Aufräumen und Aufwachen: Kulturelles Leben, wirtschaftliche Initiativen und neue technische Errungenschaften prägten die schnelle Entwicklung der Stadt bis zum Ende der Monarchie. In dieser Gründerzeit entstanden bedeutende Wirtschafts- und Industrieunternehmen, Josef Körösi begründet die heutige Andritz AG, Johann Puch beginnt eine Fahrradproduktion aufzubauen, durch die Entwicklung der Eisenbahn wurde Graz zu einem wichtigen Verkehrsknoten an der Südbahn, Ende der ungarischen Westbahn und Ausgangspunkt der Köflacherbahn. Erzherzog Johann setzte bedeutende, nachhaltige Impulse durch Gründung der technischen Hochschule, des steiermärkischen Landesmuseums, der Landesbibliothek usw. Kommunale Einrichtungen wie Wasserversorgung, Kanalisation, städtischer Schlachthof und die Pferdestraßenbahn nach Mariatrost werden gebaut. Ab der Mitte des 19. Jahrhunderts wurden in den damals ländlich geprägten Vororten Geidorf, Jakomini und St. Leonhard nach einem die Urbanität fördernden Gestaltungskonzept bei der Errichtung von Wohnhäusern Vorgärten als Bindeglied zwischen Haus und öffentlichem Raum angelegt. Die innerstädtischen Friedhöfe werden aufgelöst und der Grazer Zentralfriedhof entsteht. Die Stadtmauer und das Glacis werden aufgelassen, an ihrer Stelle entsteht der Grazer Stadtpark und der zertrümmerte Schlossberg wird begrünt, Graz blüht im wahrsten Sinne des Wortes auf.
1911 fand der erste internationale Frauentag in Graz statt. Am ersten Frauentag fordern Arbeiterinnen das Wahlrecht, Freiheit und Selbstbestimmung. In der Annenstraße 29 findet sich heute dazu eine Gedenktafel.
In der Spätzeit der Monarchie war Graz bekannt als „Pensionopolis“, da es von pensionierten Beamten als Alterssitz bevorzugt wurde.

## Erste Republik

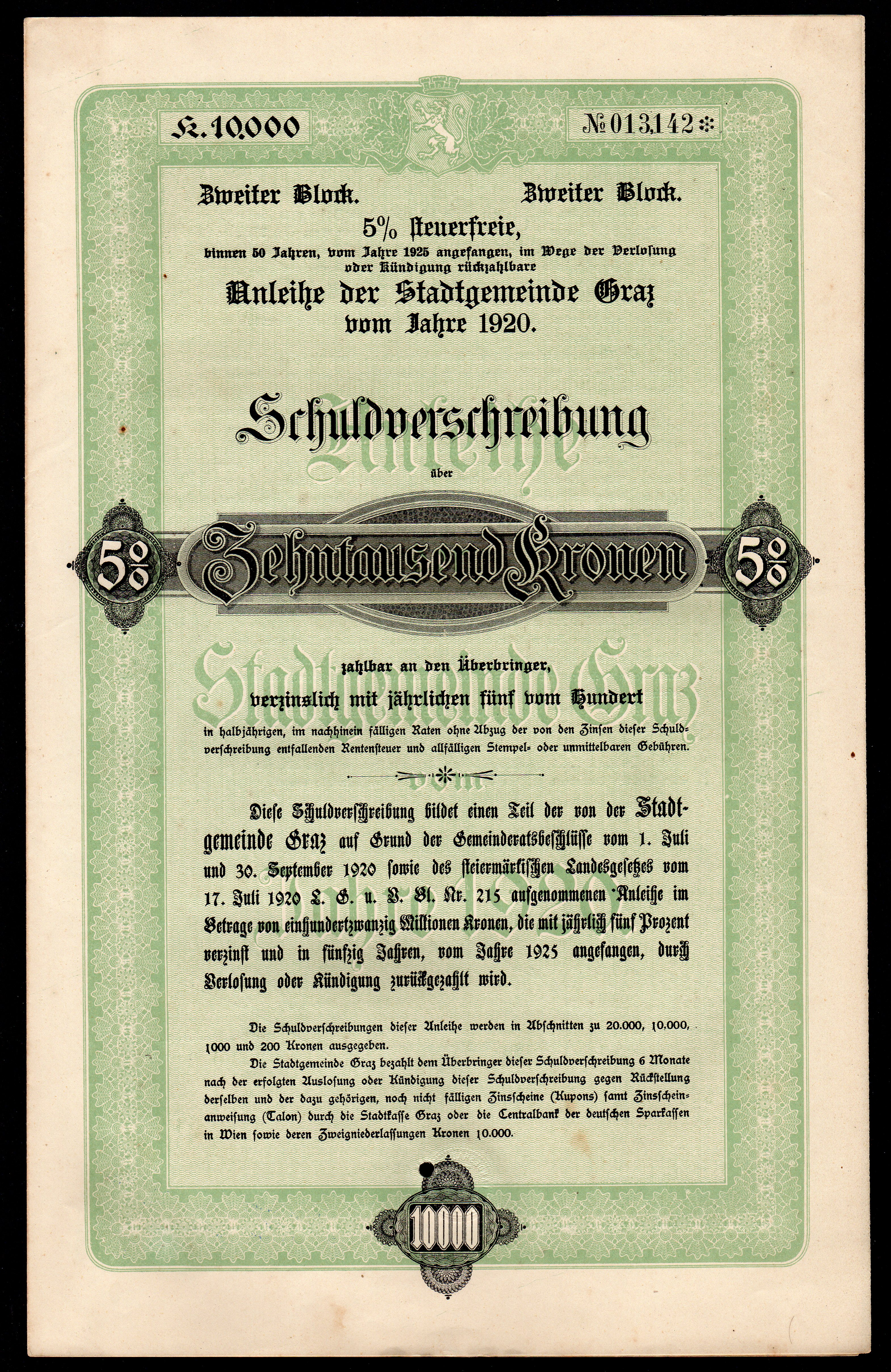
Schuldverschreibung über 10000 Kronen der Stadtgemeinde Graz vom Oktober 1920

Ein „Wohlfahrtsausschuss“ übernahm im entstehenden Machtvakuum seit 20. Oktober 1918 die Steiermärkische Landesverwaltung.
Am 12. November 1918 proklamierte der Sozialdemokrat Ludwig Oberzaucher, vom Balkon des Schauspielhauses vor einer großen Menschenmenge am Freiheitsplatz die Republik. Im Mai 1919 gab es die erste Wahl zur Gemeindevertretung, bei der der Sozialdemokrat Vinzenz Muchitsch Bürgermeister wurde, und es bis zu seiner gewaltsamen Absetzung 1934 auch bleiben sollte.
Der Friedensvertrag von Saint-Germain-en-Laye, unterzeichnet am 10. September 1919, bestimmte, dass die Untersteiermark an den neu geschaffenen jugoslawischen Staat abgetrennt wurde, jedoch die von Jugoslawien ebenfalls beanspruchten Gebiete um Soboth und Radkersburg bei Österreich verblieben. Somit verlor die Steiermark ein Drittel ihres Gebiets. Dies war ein großer Schlag für Graz, denn es bedeutete, dass es nun endgültig von einer Binnenstadt eines Großstaates zur Grenzstadt eines Kleinstaates degradiert und von vielen wichtigen Versorgungsgebieten abgeschnitten wurde.
Am 7. Juni 1920 entlud sich eine „Kirschenrummel“ genannte Hungerrevolte. Zwischen 1931 und 1932 wurde die Feuerhalle Graz nach Plänen des Architekten Erich Boltenstern als erstes Krematorium in der Steiermark errichtet.

## Zeit des Nationalsozialismus
Bereits am 24. Februar 1938 waren Tausende Nationalsozialisten in Demonstrationszügen durch die Grazer Innenstadt gezogen, obwohl deren Partei im Austrofaschismus verboten war. Im Zuge des „Anschlusses“ übernahmen die lokalen Nationalsozialisten bereits vor dem Eintreffen der deutschen Truppen am Flughafen Thalerhof die Kontrolle in der Stadt und mit Einverständnis des Bürgermeisters die Straßen und das Rathaus mit Hakenkreuzfahnen zu beflaggen, was der Stadt die Bezeichnung als „Hochburg des Nationalsozialismus“ eintrug. Auch die Studenten der Grazer Universitäten beteiligten sich an den Aufmärschen und waren in großer Zahl Mitglieder von SA und SS. Sie begrüßten dann auch die Vereinigung mit dem Deutschen Reich und schlugen vor, dass die Hochschule in „Adolf-Hitler-Universität“ umbenannt werden sollte. Die Grazer Universitäten waren in ihrem Verständnis der südöstliche Vorposten der deutschen Wissenschaft, „Wegbereiter des Deutschtums“ und ein „Bollwerk gegen die Gefahr aus dem Osten“.
Als Auftakt zu seiner Propagandareise durch Österreich, für die Volksabstimmung über den bereits vollzogenen „Anschluss“, besuchte Adolf Hitler am 3. und 4. April 1938 Graz. Die Wahlveranstaltung, die im Rundfunk übertragen wurde, fand vor 30.000 dichtgedrängten Personen in der Montagehalle einer Waggonfabrik statt, die bereits einige Jahre aufgrund der Weltwirtschaftskrise stillstand. Anschließend fuhr Hitler in einem Triumphzug durch die Straßen von Graz. Jubelnde Menschenmengen säumten die 4,3 Kilometer lange Wegstrecke durch die Stadt, darunter Zehntausende Steirer, die mit Sonderzügen, Autobussen und Lastkraftwagen in die Landeshauptstadt gekommen waren, um den „Führer“ zu sehen.
Unmittelbar nach der Machtübernahme der Nationalsozialisten wurden Vertreter der anderen Parteien verhaftet, sowie etwa 2.400 Grazer, die gemäß den Nürnberger Gesetzen als Juden galten, verfolgt, ihres Eigentums beraubt, zur Emigration gezwungen oder nach Wien und in die KZs Dachau und Buchenwald deportiert. Die Zeremonienhalle und die Synagoge wurden in den Novemberpogromen 1938 vom Bürgermeister Julius Kaspar eigenhändig und unterstützt von SA-Angehörigen niedergebrannt. Die Feierhalle auf dem jüdischen Friedhof in Wetzelsdorf wurde gesprengt und zahlreiche Grabsteine zertrümmert. Im März 1940 galt die Steiermark als „judenrein“. Anlässlich einer Feier am 25. Juli 1938, in der die steirischen Nationalsozialisten mit dem Motto „Und ihr habt doch gesiegt“ der Putschisten des Jahres 1934 gedachten, verlieh Hitler der Stadt den Titel „Stadt der Volkserhebung“.
Nach der Machtübernahme der Nationalsozialisten in Österreich entstand Groß-Graz mit der Eingemeindung von Liebenau, St. Peter, Waltendorf, Ries, Maria Trost, Andritz, Gösting, Eggenberg, Wetzelsdorf und Straßgang. Damit hatte Graz 16 Bezirke, diese Einteilung ist heute im Wesentlichen noch aufrecht, nur Puntigam als heutiger 17. Bezirk war damals noch ein Teil von Straßgang.
Während des Zweiten Weltkriegs wurde Graz mit der Eröffnung der zweiten alliierten Luftfront am 13. August 1943 laufend überflogen. Die im Raum Foggia (Italien) stationierten Verbände der 15. US-Luftflotte überflogen für fast alle Einsätze steirisches Gebiet. Von allen österreichischen Städten verzeichnete Graz die meisten Luftangriffe – insgesamt 56, die zwischen dem 25. Februar 1943 und dem 2. April 1945 vor allem bei Tag stattfanden. Dabei wurden rund 29.000 Brand- und Sprengbomben abgeworfen. Hauptziele der Angriffe waren der Hauptbahnhof sowie die großen Industrieanlagen im Westen und Süden der Stadt. Die schlecht ausgestattete Luftabwehr mit 16- und 17-jährigen Luftwaffenhelfern an den Flakbatterien traf etwa sechs von 800 Flugzeugen. Die Stollen im Schlossberg wurden ab 1943 mithilfe von Zwangsarbeitern weitläufig ausgebaut und boten während der Bombardierung bis zu 50.000 Menschen Schutz. Dadurch blieb die Zahl der Bombenopfer, in Relation zur Schwere der Angriffe, gering: 1.980 Tote und rund 2.000 Verwundete. 7.802 Gebäude und etwa 20.000 Wohnungen waren zerstört, am schlimmsten war das Gebiet um den Hauptbahnhof betroffen. Alle Bombeneinschläge wurden bis Kriegsende auf einer Straßenkarte, dem „Bombenplan“ eingezeichnet, der im Stadtarchiv Graz eingesehen werden kann.
In den ersten Monaten 1945 hatte sich die Bevölkerungszahl von Graz in großem Maße verringert. Einerseits, weil der Großteil der Männer im Krieg war und andererseits weil seit 1944 alle nicht zur Wehrmacht einberufenen Männer zwischen 16 und 60 zum Volkssturm aufgeboten wurden. Weiters flohen viele aus der Stadt. Frauen und Mädchen waren neben den sowieso schwierigen Bedingungen insbesondere aufgrund der schweren Bombenangriffe auch zu harten Arbeitsleistungen bei den Aufräumarbeiten veranlasst worden.
Nach dem März 1945 waren circa 100.00 Personen auf der Flucht, nachdem die Rote Armee den Durchbruch am Plattensee hatten. Der Hauptgrund für die Flucht der Frauen und Mädchen war die Furcht vor sexuellen Übergriffen seitens der sowjetischen Soldaten.
Als zu Ostern 1945 die Rote Armee näherrückte, stellten die Puch-Werke in Graz-Thondorf Fahrräder zur Verfügung, damit die eilig aus 15.000 Mann zusammengestellten Einheiten an ihre Einsatzorte am Ostwall kommen konnten. Nur größere Gruppen wurden mit Autobussen transportiert. Gauleiter Sigfried Uiberreither ließ noch am 7. Mai 1945, am Tag vor seiner eigenen Flucht, eine Gruppe von Widerstandskämpfern im Feliferhof hinrichten und auch im Hof der Polizeidirektion wurden politische Gegner bis zuletzt ermordet. Uiberreither übergab die Geschäfte seinem innerparteilichen Gegner, dem gemäßigteren Armin Dadieu. Dieser enthob noch zu Mittag alle Kreis- und Ortsgruppenleiter der NSDAP in der Steiermark ihrer Funktionen und ordnete an, dass dem Nerobefehl nicht Folge zu leisten ist.

## Zweite Republik
1945 zogen sowjetische Truppen, später britische Truppen in Graz ein, die bis zum Abschluss des Staatsvertrags 1955 blieben. Der steirische herbst wurde 1968, die Styriarte 1985 das erste Mal ins Leben gerufen. Seitdem finden diese für Graz kulturell bedeutenden Festivals jedes Jahr statt. Neue Brücken wurden erbaut und 1972 die erste Fußgängerzone eröffnet. Ende der 80er Jahre entwickelte sich Graz zu einem Tor nach Südost. 1988 wurde Puntigam zum eigenen Bezirk erhoben und die Stadt erhielt ihre heutige Größe von 17 Bezirken. 1993 wurde Graz von Greenpeace mit dem Klimaschutzpreis ausgezeichnet. Im gleichen Jahr richtete Graz nach dem Auftrag der Kulturminister der Europäischen Union den „Europäischen Kulturmonat“ aus. 1999 wird die Grazer Altstadt zum Weltkulturerbe erklärt.

## 21. Jahrhundert

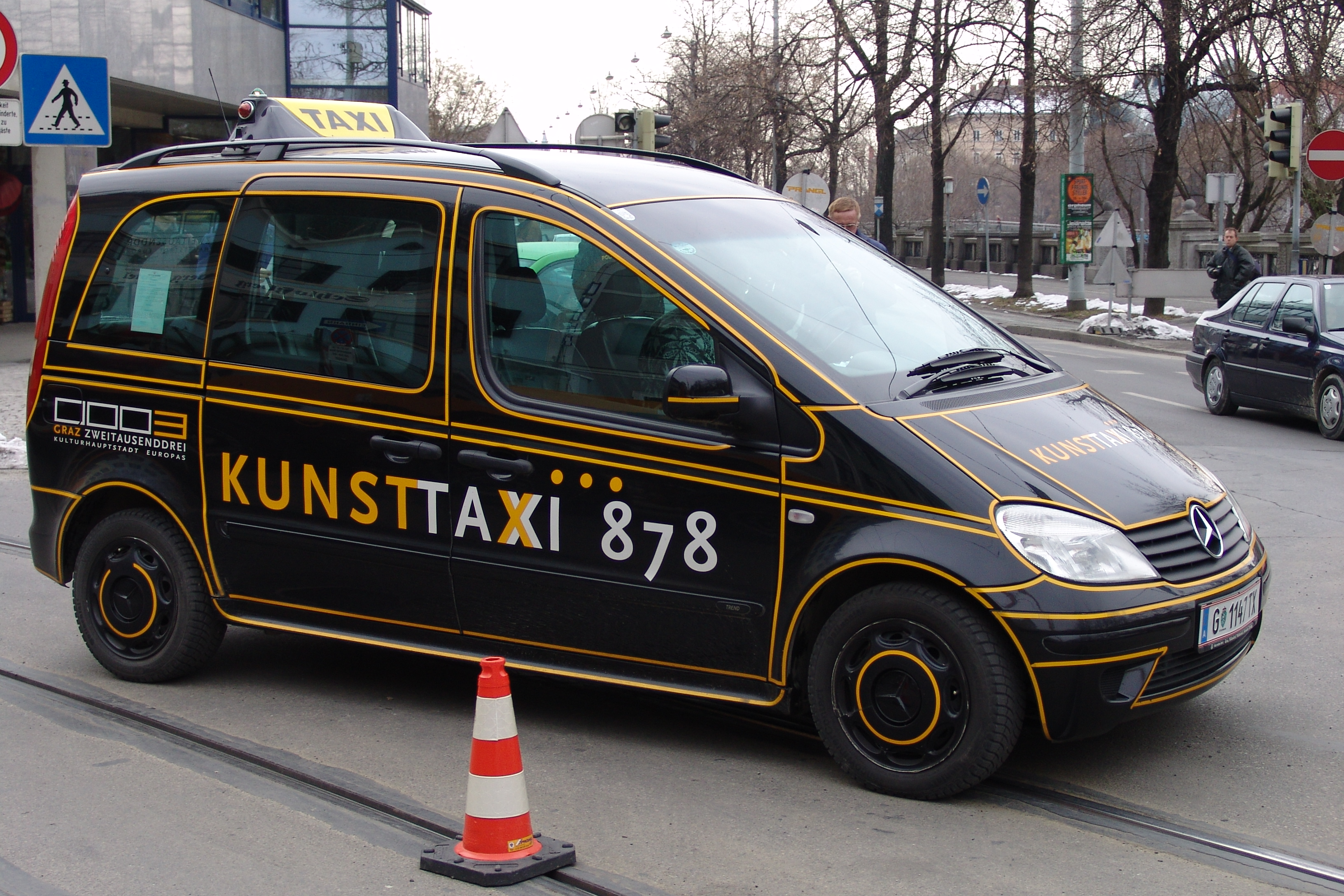
Ein Kunsttaxi

Nach den von Schulamit König erstellten Kriterien wurde Graz 2001 zur ersten Menschenrechtsstadt in Europa. 2002 wurde die Stadt unter 140 Bewerbern mit dem Projekt „Ökodrive“ mit dem „Climate Star“ ausgezeichnet.
Im Jahr 2003 wurde Graz Kulturhauptstadt Europas. Es war eines der größten Kulturprojekte, das es in Österreich je gegeben hat. Es wurde versucht, Graz mit all seinen Qualitäten in den Mittelpunkt der europäischen Aufmerksamkeit zu stellen. Über 100 Projekte und über 6000 Veranstaltungen aus allen Bereichen der Kultur wurden dem Publikum vorgestellt. Die Murinsel mit Amphitheater, Kinderspielplatz und Café wurde gebaut, Kunsthaus und Kindermuseum FRida&freD wurden errichtet, ein eigenes Kunsttaxi geschaffen und eine ganze Reihe Ausstellungen eröffnet. Das übergeordnete Motto für die Veranstaltungen lautete: Graz darf alles!
2006 trat Graz der UNESCO Städtekoalition gegen Rassismus bei.
2015 wurde Graz der Ehrentitel „Reformationsstadt Europas“ durch die Gemeinschaft Evangelischer Kirchen in Europa verliehen.
Bei einer Amok-Autofahrt im Juni 2015 tötete ein 26-Jähriger in der Innenstadt 3 Menschen und verletzte 36.
Im November 2017 beschloss die UNESCO die Einrichtung des neben Buenos Aires weltweit zweiten UNESCO-Menschenrechtszentrums in Graz.
Am 17. November 2021 wurde Elke Kahr (KPÖ) die erste Bürgermeisterin der steirischen Landeshauptstadt.
Bei einem Amoklauf am 10. Juni 2025 wurden im Bundesoberstufenrealgymnasium (BORG) in der Dreierschützengasse  elf Menschen getötet und mindestens zwölf verletzt. Unter den Toten befindet sich auch der Täter, ein 21-jähriger ehemaliger Schüler des BORG.